# Roszyce
Roszyce (tuż po wojnie Roszowice, niem. Roschwitz) – wieś w Polsce położona w województwie dolnośląskim, w powiecie kłodzkim, w gminie Kłodzko, w północnej części Kotliny Kłodzkiej, na terenie Wzgórz Ścinawskich.
W przeszłości do wsi należała kolonia Biezdziedza (niem. Grenzhäuser). Obecnie nazwa niestandaryzowana.

## Położenie
Roszyce leżą na zachód od Kłodzka, na rozległym płaskowyżu, nad górnym biegiem Roszyckiego Spławu, na wysokości około 360–370 m n.p.m.

## Podział administracyjny
W latach 1975–1998 miejscowość administracyjnie należała do województwa wałbrzyskiego.

## Historia
Pierwsza wzmianka o Roszycach pochodzi z 1348 roku, wieś figuruje w niej pod nazwą Roschicz. Z powodu położenia na uboczu i małej ilości gruntów uprawnych miejscowość rozwijała się powoli. Na początku 1825 roku w Roszycach powstał szpital, w 1834 roku zbudowano szkołę, a pod koniec XIX wieku cegielnię wykorzystującą lokalne złoża gliny. W 1840 roku wieś liczyła 34 domy, w wśród mieszkańców było 12 rzemieślników. Po 1945 roku Roszyce nadal były typową wsią rolniczą o ustabilizowanej sytuacji demograficznej, czemu sprzyjało korzystne położenie w pobliżu miasta i dostatek terenów rolnych.

## Zabytki
Na skrzyżowaniu w centrum Roszyc stoi figura św. Jana Nepomucena, poza tym we wsi jest kilka kapliczek słupowych i krzyży przydrożnych.